# Banchus gudrunae
Banchus gudrunae är en stekelart som beskrevs av Michael G. Fitton 1985. Banchus gudrunae ingår i släktet Banchus och familjen brokparasitsteklar. Inga underarter finns listade.